# Lagupie
Lagupie is een gemeente in het Franse departement Lot-et-Garonne (regio Nouvelle-Aquitaine) en telt 489 inwoners (1999). De plaats maakt deel uit van het arrondissement Marmande.

## Geografie
De oppervlakte van Lagupie bedraagt 8,7 km², de bevolkingsdichtheid is 56,2 inwoners per km².
De onderstaande kaart toont de ligging van Lagupie met de belangrijkste infrastructuur en aangrenzende gemeenten.

## Demografie
Onderstaande figuur toont het verloop van het inwonertal (bron: INSEE-tellingen).